# Faradyzacja
Faradyzacja – zastosowanie prądu faradycznego – małej częstotliwości <1000 Hz do zabiegów terapeutycznych – celem wzmocnienia mięśni lub do diagnostyki. 
Najczęściej używanym rodzajem prądu jest neofaradyczny prąd modulowany.
Działanie: pobudzenie mięśni poprzecznie prażkowanych do skurczu tężyczkowego.
Wskazania:
- normalnie unerwione słabe mięśnie
- lekki niedowład